# نوریماسا ناکانیشی
نوریماسا ناکانیشی (انگلیسی: Norimasa Nakanishi؛ زادهٔ ۱۱ آوریل ۱۹۹۱) بازیکن فوتبال اهل ژاپن است.
از باشگاه‌هایی که در آن بازی کرده‌است می‌توان به باشگاه ورزشی یوکوهاما اشاره کرد.